# Stelis villifera
Stelis villifera är en orkidéart som beskrevs av Carlyle August Luer. Stelis villifera ingår i släktet Stelis och familjen orkidéer. Inga underarter finns listade i Catalogue of Life.